# Mateo Camargo
Mateo Camargo, né le 11 mars 1977, est un auteur-compositeur colombien. Il fut pendant 7 années consécutives le producteur et guitariste du groupe de rock, Madina Lake. Son départ du groupe fut annoncé le 19 janvier 2012. Camargo souhaite désormais se lancer dans plusieurs projets « solos », tels que la production et sortie d'un album en compagnie de membres de sa famille ainsi que d'enregistrer, produire et mixer pour certains groupes à temps plein.

## Son enfance
Mateo est né le 11 mars 1977 et a grandi en banlieue de Bogota, en Colombie.
Il est parti aux États-Unis et a étudié à l'université Full Sail à Orlando, en Floride, pour travailler les enregistrements audio, là où il a rencontré un membre du groupe Madina Lake, Dan Torelli. Aussi bien qu'étant le guitariste, Mateo fait aussi la programmation ajoutant synths, des effets et des coups électroniques au son du groupe.

## Carrière
Mateo était précédemment dans un groupe appelé Reforma avec Dan Torelli qui se sont installés à Chicago. Ils ont rencontré Nathan Leone et Matthew Leone de The Blank Theory et sont rapidement devenu amis. The Blank Theory fut dissous quelque temps après que Mateo rejoigne le groupe. Les quatre membres formèrent Madina Lake.
Mateo a aussi écrit et coproduit la chanson Danger dans l'album d'Hilary Duff, Dignity, en 2007.

## Source de la traduction
- (en) Cet article est partiellement ou en totalité issu de l’article de Wikipédia en anglais intitulé « Mateo Camargo » (voir la liste des auteurs).